# 김나연 (배우)
감서은은 대한민국의 배우이다.

## 학력
- 동덕여자대학교 보건관리학과(졸업)

## 출연 작품

### 영화
- 《키친》 (2009년) - 엘리베이터 여 역
- 《정승필 실종사건》 (2009년) - 웨딩샾 직원 1 역
- 《설계》 (2014년) - 술집 마담 역

### 드라마
- 막돼먹은 영애씨 ㅡ 영채와 싸우는 여자
- 《산부인과》 (2010년, SBS) - 재왕절개로 출산한 임산부 역
- 《검사 프린세스》 (2010년, SBS) - 우성미 역
- 《강력반》 (2011년, KBS2) - 술집 마담 역
- 《넝쿨째 굴러온 당신》 (2012년, KBS2) - 양 PD 역
- 《인현왕후의 남자》 (2012년, tvN) - 헤어디자이너 역
- 《각시탈》 (2012년, KBS2)
- 《로맨스가 필요해 2012》 (2012년, tvN) - 결혼정보회사 직원 역
- 《골든타임》 (2012년, MBC)
- 《백년의 유산》 (2013년, MBC) - 웨딩드레스 샵 직원 역
- 《오로라 공주》 (2013년, MBC)
- 《비밀》 (2013년, KBS2) - 쥬얼리 담당 직원 역
- 《별에서 온 그대》 (2013년~2014년, SBS) - 드라마 제작사 직원 역
- 《로맨스가 필요해 3》 (2014년, tvN) - 산부인과 의사 역
- 《왔다! 장보리》 (2014년, MBC) - 아이의 엄마 역